# Aleksandre Mamukelaszwili
Aleksandre „Sandro” Mamukelaszwili (gruz. ალექსანდრე "სანდრო" მამუკელაშვილი; ur. 23 maja 1999 w Nowym Jorku) – gruziński koszykarz, występujący na pozycjach silnego skrzydłowego lub środkowego, posiadający także amerykańskie obywatelstwo, reprezentant Gruzji, obecnie zawodnik San Antonio Spurs.
3 marca 2023 dołączył do San Antonio Spurs.

## Osiągnięcia
Stan na 11 marca 2023, na podstawie, o ile nie zaznaczono inaczej.
NCAA
- Uczestnik rozgrywek:
  - II rundy turnieju NCAA (2018)
  - turnieju NCAA (2018, 2019)
- Mistrz sezonu regularnego konferencji Big East (2020)
- Koszykarz roku konferencji Big East (2021)[5]
- Laureat Haggerty Award (2021)[6]
- Zaliczony do:
  - I składu:
    - Big East (2021)
    - turnieju The Wooden Legacy (2019)

  - składu honorable mention All-American  (2021 przez Associated Press)
- Lider Big East w liczbie:
  - oddanych rzutów:
    - z gry (387 – 2021)
    - wolnych (133 – 2021)

  - strat (89 – 2021)
- Zawodnik tygodnia Big East (4.01.2021, 8.02.2021)

Indywidualne
- Zaliczony do I składu Citta Di Roma (NIJT – 2015/2016)
- Uczestnik NBA G League Next Up Game (2023)

Reprezentacja
- Uczestnik:
  - kwalifikacji do mistrzostw świata (2017/2018 – 17. miejsce)
  - mistrzostw Europy U–20 dywizji B (2018 – 13. miejsce)